# Шлюмбергера опунциевидная
Шлюмбергера опунциевидная (Schlumbergera opuntioides) — растение, вид рода Шлюмбергера семейства Кактусовые. Произрастает только в прибрежных горах на юго-востоке Бразилии, в штатах Сан-Паулу, Рио-де-Жанейро и Минас-Жерайс, в южной части тропиков на высотах от 1700 до 2400 м. Там из-за близости к Атлантическому океану тёплый влажный воздух поднимается в более холодные места, где и находятся скопления шлюмбергеры опунциевидной, растущей на деревьях и скалах.
Растение занесено в Красную книгу МСОП; ему угрожает исчезновение из-за потери среды обитания.

## Описание
Schlumbergera opuntioides — эпифит и литофит, с сильно ветвящимися побегами до 1,2 метра в высоту. Кладодии длиной от 1,5 до 7 сантиметров, от 0,5 до 3 см шириной и толщиной до 0,9 сантиметра, на которых расположены многочисленные ареолы с колючками.
Цветки расположены горизонтально, цвет от розового до фиолетового, около 6 см длиной и диаметром 4,5 см. Внутренние лепестки белого цвета срастаются у основания, формируя «цветочные трубки». При выращивании в северном полушарии цветут весной с марта по апрель. Плоды зелёного цвета, сферической формы с четырьмя или пятью ребрами. Семена черные или коричневые.

## Таксономия
Вид впервые описал в 1897 году Джордж Энгельман, но получил только временное имя, - Epiphyllum obovatum. До 1905 года этот вид не был описан надлежащим образом в соответствии с правилами ботанической номенклатуры, пока Löfgren и Дусен не дали ему имя Epiphyllum opuntioides. В 1923 г. его повторно рассмотрели Натаниэль Бриттон и Джозеф Роуз и переименовали в Epiphyllanthus obovatus. Впоследствии растение имело название: Zygocactus opuntioides (Löfgren в 1918 году), Epiphyllanthus opuntioides (Moran в 1953 г.) и, наконец, Schlumbergera (David Hunt в 1969 году)
Таким образом, синонимами Schlumbergera opuntioides (Loefgr. & Dusén) являются:
- Epiphyllum obovatum Engelm. ex K.Schum., nom. prov.
- Epiphyllanthus obovatus (Engelm. ex K.Schum.) Britton & Rose
- Epiphyllum opuntioides Loefgr. & Dusén
- Zygocactus opuntioides (Loefgr. & Dusén) Loefgr.
- Epiphyllanthus opuntioides (Loefgr. & Dusén) Moran